# 秀美淵眼魚
秀美淵眼魚，為黑頭魚科的其中一種，為深海魚類，分布於西印度洋南緯8°26.4'S, 東經59°29'海域，棲息深度1220-1300公尺，體長可達30.3公分，棲息在中層水域，生活習性不明。

## 扩展阅读
維基物種上的相關：秀美淵眼魚